# Clima del Ártico

Mapa del Ártico. La línea roja es la isoterma de 10 °C en julio, que se utiliza habitualmente para definir la región ártica; también se muestra el Círculo Polar Ártico. La zona blanca muestra la extensión mínima media del hielo marino en verano en 1975.

El clima del Ártico se caracteriza por inviernos largos y fríos y veranos cortos y frescos. Existe una gran variabilidad climática en el Ártico , pero todas las regiones experimentan extremos de radiación solar tanto en verano como en invierno. Algunas partes del Ártico están cubiertas de hielo (hielo marino, hielo glacial o nieve) durante todo el año, y casi todas las partes del Ártico experimentan largos períodos con algún tipo de hielo en la superficie.
El Ártico está formado por un océano rodeado en gran parte por tierra. Por ello, el clima de gran parte del Ártico está moderado por el agua del océano, que nunca puede tener una temperatura inferior a −2 °C (28,4 °F). En invierno, esta agua relativamente cálida, aunque esté cubierta por la capa de hielo polar, evita que el Polo Norte sea el lugar más frío del hemisferio norte y también es parte de la razón por la que la Antártida es mucho más fría que el Ártico. En verano, la presencia de agua cercana evita que las zonas costeras se calienten tanto como podrían hacerlo de otro modo.

## Panorama del Ártico
Existen diferentes definiciones del Ártico. La definición más utilizada, la zona al norte del círculo polar ártico, donde el sol no se pone en el solsticio de junio, se utiliza en contextos astronómicos y geográficos. Sin embargo, las dos definiciones más utilizadas en el contexto del clima son la zona al norte de la línea de árboles del norte y la zona en la que la temperatura media de verano es inferior a 10 °C (50,0 °F), que son casi coincidentes en la mayoría de las áreas terrestres.
Esta definición del Ártico se puede dividir en cuatro regiones diferentes:
- La cuenca del Ártico incluye el océano Ártico dentro de la extensión mínima promedio del hielo marino.
- El archipiélago ártico canadiense incluye las islas grandes y pequeñas, excepto Groenlandia, del lado canadiense del Ártico y las aguas entre ellas.
- Toda la isla de Groenlandia, aunque su capa de hielo y sus regiones costeras libres de hielo, tienen condiciones climáticas diferentes.
- Las aguas del Ártico que no son hielo marino a finales del verano, incluidas la bahía de Hudson, la bahía de Baffin, la bahía de Ungava, los estrechos de Davis, Dinamarca, Hudson y Bering y los mares de Labrador, Noruega (sin hielo todo el año), Groenlandia, el Báltico, Barents (parte sur sin hielo todo el año), Kara, Laptev, Chukchi, Ojotsk y a veces Beufort y Bering.

Al avanzar desde la costa hacia el interior de América del Norte continental y Eurasia, la influencia moderadora del océano Ártico disminuye rápidamente y el clima pasa del Ártico al subártico , generalmente, en menos de 500 kilómetros (310,7 mi), y a menudo en una distancia mucho más corta.

## Radiación Solar
Casi toda la energía disponible en la superficie y la atmósfera de la Tierra proviene del sol en forma de radiación solar (luz del sol, incluida la luz ultravioleta e infrarroja invisible). Las variaciones en la cantidad de radiación solar que llega a diferentes partes de la Tierra son un factor determinante principal del clima global y regional. La latitud es el factor más importante que determina la cantidad media anual de radiación solar que llega a la parte superior de la atmósfera; la radiación solar incidente disminuye suavemente desde el ecuador hasta los polos. Por lo tanto, la temperatura tiende a disminuir a medida que aumenta la latitud.
Además, la duración de cada día, que viene determinada por la estación, tiene un impacto significativo en el clima. Los días de 24 horas que se dan cerca de los polos en verano dan como resultado un gran flujo solar promedio diario que llega a la parte superior de la atmósfera en estas regiones. En el solsticio de junio, un 36% más de radiación solar llega a la parte superior de la atmósfera a lo largo del día en el Polo Norte que en el Ecuador. Sin embargo, en los seis meses que van desde el equinoccio de septiembre hasta el equinoccio de marzo, el Polo Norte no recibe luz solar.
El clima del Ártico también depende de la cantidad de luz solar que llega a la superficie y que esta absorbe. Las variaciones en la cobertura de nubes pueden provocar variaciones significativas en la cantidad de radiación solar que llega a la superficie en lugares con la misma latitud. Las diferencias en el albedo de la superficie debidas, por ejemplo, a la presencia o ausencia de nieve y hielo afectan en gran medida a la fracción de la radiación solar que llega a la superficie y que se refleja en lugar de ser absorbida.

### Invierno
Durante los meses de invierno, de noviembre a febrero, el sol permanece muy bajo en el cielo en el Ártico o no sale en absoluto. Donde sale, los días son cortos y la posición baja del sol en el cielo significa que, incluso al mediodía, no llega mucha energía a la superficie. Además, la mayor parte de la pequeña cantidad de radiación solar que llega a la superficie se refleja en la brillante capa de nieve. La nieve fría refleja entre el 70% y el 90% de la radiación solar que llega a ella, y la nieve cubre la mayor parte de la superficie terrestre y helada del Ártico en invierno. Estos factores dan como resultado una entrada insignificante de energía solar al Ártico en invierno; lo único que evita que el Ártico se enfríe continuamente durante todo el invierno es el transporte de aire más cálido y agua del océano al Ártico desde el sur y la transferencia de calor desde la tierra subterránea y el océano (ambos ganan calor en verano y lo liberan en invierno) a la superficie y la atmósfera.

### Primavera
Los días árticos se alargan rápidamente en marzo y abril, y el sol sale más alto en el cielo, lo que aporta más radiación solar al Ártico que en invierno. Durante estos primeros meses de la primavera en el hemisferio norte, la mayor parte del Ártico todavía experimenta condiciones invernales, pero con la incorporación de la luz solar. Las bajas temperaturas continuas y la persistente capa de nieve blanca significan que esta energía adicional que llega al Ártico desde el sol tarda en tener un impacto significativo porque en su mayoría se refleja sin calentar la superficie. En mayo, las temperaturas están aumentando, ya que la luz del día durante las 24 horas llega a muchas áreas, pero la mayor parte del Ártico todavía está cubierta de nieve, por lo que la superficie del Ártico refleja más del 70% de la energía del sol que le llega en todas las áreas excepto el mar de Noruega y el sur del mar de Bering, donde el océano está libre de hielo, y algunas de las áreas terrestres adyacentes a estos mares, donde la influencia moderadora del agua abierta ayuda a derretir la nieve antes de tiempo.
En la mayor parte del Ártico, el deshielo importante comienza a fines de mayo o en algún momento de junio. Esto inicia una retroalimentación, ya que la nieve derretida refleja menos radiación solar (entre un 50% y un 60%) que la nieve seca, lo que permite que se absorba más energía y el deshielo se produzca más rápido. A medida que la nieve desaparece en la tierra, las superficies subyacentes absorben aún más energía y comienzan a calentarse rápidamente.

### Verano
En el Polo Norte, durante el solsticio de junio, alrededor del 21 de junio, el sol gira a 23,5° sobre el horizonte. Esto marca el mediodía en el día polar anual; desde entonces y hasta el equinoccio de septiembre, el sol se irá acercando cada vez más al horizonte, ofreciendo cada vez menos radiación solar al polo. Este período de puesta del sol también corresponde aproximadamente al verano en el Ártico.

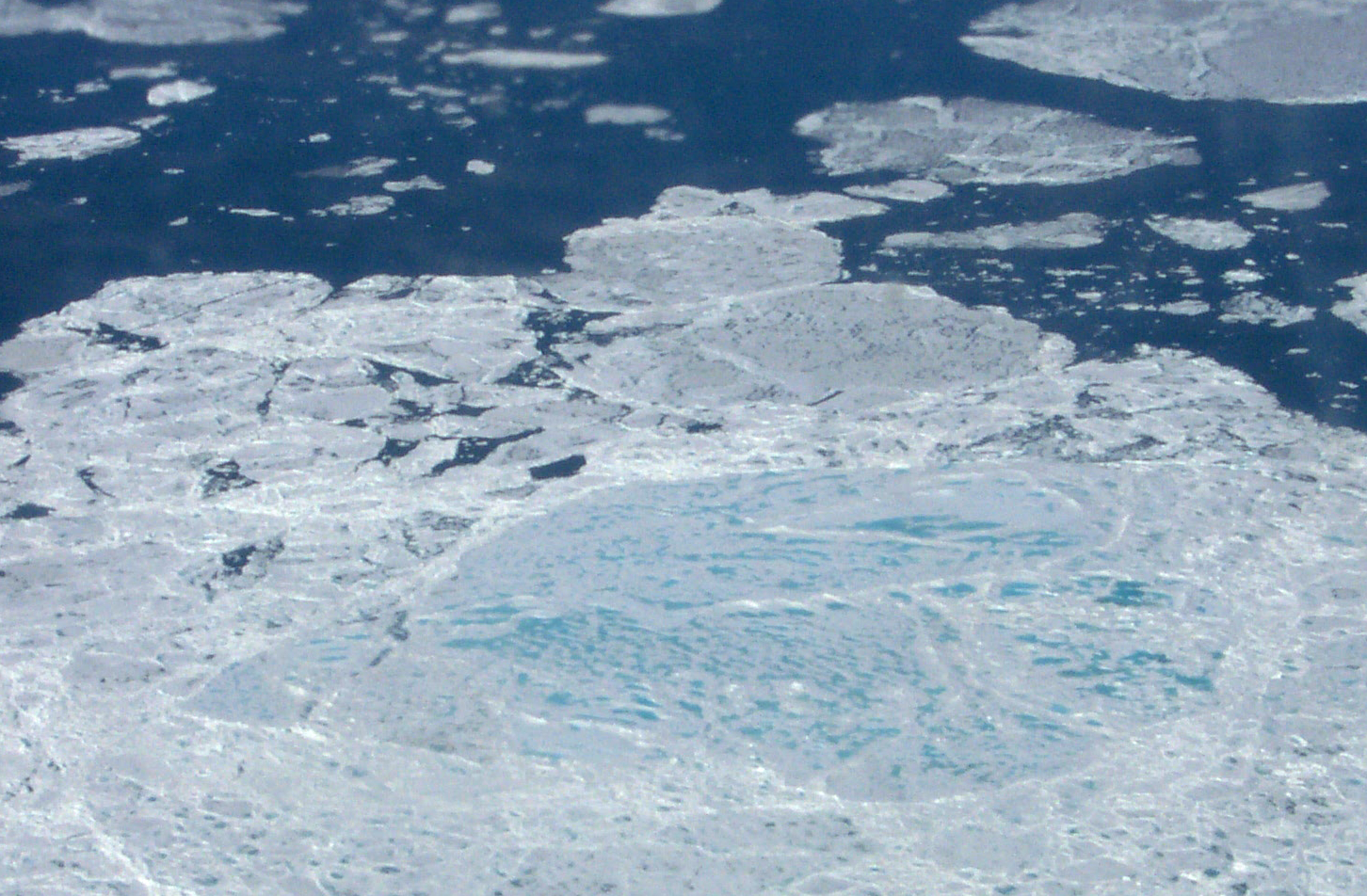
Esta fotografía, tomada desde un avión, muestra una sección de hielo marino. Las áreas de color azul más claro son charcas de hielo derretido y las áreas más oscuras son aguas abiertas.

A medida que el Ártico continúa recibiendo energía del sol durante este tiempo, la tierra, que ahora está prácticamente libre de nieve, puede calentarse en días despejados cuando el viento no viene del océano frío. Sobre el océano Ártico, la capa de nieve sobre el hielo marino desaparece y comienzan a formarse estanques de agua derretida sobre el hielo marino, lo que reduce aún más la cantidad de luz solar que el hielo refleja y ayuda a que se derrita más hielo. Alrededor de los bordes del océano Ártico, el hielo se derretirá y se romperá, exponiendo el agua del océano, que absorbe casi toda la radiación solar que le llega, almacenando la energía en la columna de agua. En julio y agosto, la mayor parte de la tierra está desnuda y absorbe más del 80% de la energía del sol que llega a la superficie. Donde queda hielo marino, en la cuenca central del Ártico y los estrechos entre las islas del archipiélago canadiense, los numerosos estanques de deshielo y la falta de nieve hacen que se absorba aproximadamente la mitad de la energía del sol, pero esto se destina principalmente al derretimiento del hielo, ya que la superficie del hielo no puede calentarse por encima del punto de congelación.
La frecuente cobertura de nubes, que supera el 80% de frecuencia en gran parte del océano Ártico en julio, reduce la cantidad de radiación solar que llega a la superficie al reflejar gran parte de ella antes de que llegue a ella. Los períodos despejados inusuales pueden provocar un mayor derretimiento del hielo marino o temperaturas más altas.
El interior de Groenlandia es diferente del resto del Ártico. La baja frecuencia de nubes en primavera y verano y la gran altitud, que reduce la cantidad de radiación solar absorbida o dispersada por la atmósfera, se combinan para que esta región reciba la mayor cantidad de radiación solar en la superficie de cualquier otro lugar del Ártico. Sin embargo, la gran altitud y las correspondientes temperaturas más bajas ayudan a evitar que la nieve brillante se derrita, lo que limita el efecto de calentamiento de toda esta radiación solar.
En verano, cuando la nieve se derrite, los inuit viven en chozas similares a tiendas de campaña, hechas con pieles de animales estiradas sobre un marco.

### Otoño
En septiembre y octubre los días se acortan rápidamente y en las zonas del norte el sol desaparece por completo del cielo. A medida que la cantidad de radiación solar disponible en la superficie disminuye rápidamente, las temperaturas siguen el mismo camino. El hielo marino comienza a congelarse de nuevo y, finalmente, se cubre de nieve fresca, lo que hace que refleje aún más la cantidad cada vez menor de luz solar que le llega. Asimismo, a principios de septiembre, tanto las zonas terrestres del norte como las del sur reciben su cubierta de nieve invernal, que combinada con la menor radiación solar en la superficie, asegura el fin de los días cálidos que esas áreas pueden experimentar en verano. En noviembre, el invierno está en pleno apogeo en la mayor parte del Ártico y la pequeña cantidad de radiación solar que aún llega a la región no desempeña un papel significativo en su clima.

## Temperatura

Temperatura media en el Ártico en enero

Temperatura media en el Ártico en julio

El Ártico suele considerarse una región atrapada en un estado de congelación permanente. Si bien gran parte de la región experimenta temperaturas muy bajas, existe una variabilidad considerable según la ubicación y la estación. Las temperaturas invernales promedian por debajo del punto de congelación en todo el Ártico, excepto en pequeñas regiones del sur del mar de Noruega y el mar de Bering, que permanecen libres de hielo durante todo el invierno. Las temperaturas promedio en verano superan el punto de congelación en todas las regiones, excepto en la cuenca ártica central, donde el hielo marino sobrevive durante el verano, y en el interior de Groenlandia.
Los mapas muestran la temperatura media en el Ártico en enero y julio, generalmente los meses más fríos y más cálidos. Estos mapas se realizaron con datos del reanálisis NCEP/NCAR , que incorpora los datos disponibles en un modelo informático para crear un conjunto de datos globales coherentes. Ni los modelos ni los datos son perfectos, por lo que estos mapas pueden diferir de otras estimaciones de temperaturas superficiales; en particular, la mayoría de las climatologías del Ártico muestran temperaturas en el océano Ártico central en julio con un promedio justo por debajo del punto de congelación, unos pocos grados más bajas que las que muestran estos mapas. En este mapa del Atlas de regiones polares de la CIA se muestra una climatología anterior de las temperaturas en el Ártico, basada completamente en los datos disponibles.

### Temperaturas récord en el hemisferio norte
La Organización Meteorológica Mundial ha reconocido en 2020 una temperatura de −69,6 °C (−93,3 °F) medida cerca de la cima topográfica del manto de hielo de Groenlandia el 22 de diciembre de 1991, como la más baja del hemisferio norte. El récord se midió en una estación meteorológica automática y se descubrió después de casi 30 años.
Entre los lugares más fríos del hemisferio norte también se encuentra el interior del Lejano Oriente de Rusia, en el cuadrante superior derecho de los mapas. Esto se debe al clima continental de la región , lejos de la influencia moderadora del océano, y a los valles de la región que pueden atrapar aire frío y denso y crear fuertes inversiones térmicas , donde la temperatura aumenta, en lugar de disminuir, con la altura. [ 2 ] Las temperaturas más bajas registradas oficialmente en el hemisferio norte son −67,7 °C (−89,9 °F) que se produjeron en Oymyakon el 6 de febrero de 1933, así como −67,8 grados Celsius (−90 °F) en Verkhoyansk el 5 y 7 de febrero de 1892, respectivamente. Sin embargo, esta región no forma parte del Ártico porque su clima continental también le permite tener veranos cálidos, con una temperatura media en julio de 15 °C (59,0 °F). En la siguiente figura que muestra las climatologías de las estaciones, el gráfico de Yakutsk es representativo de esta parte del Lejano Oriente; Yakutsk tiene un clima ligeramente menos extremo que Verkhoyansk.

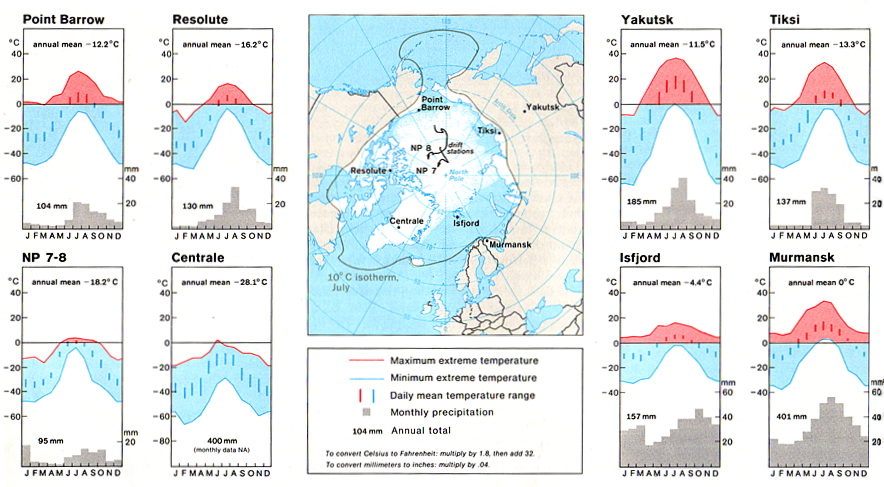
Climatologías mensuales y anuales de ocho localidades del Ártico y el subártico

### Cuenca polar septentrional
La cuenca del Ártico suele estar cubierta de hielo marino durante todo el año, lo que influye considerablemente en sus temperaturas estivales. También experimenta el período más largo sin luz solar de cualquier parte del Ártico, y el período más largo de luz solar continua, aunque la nubosidad frecuente en verano reduce la importancia de esta radiación solar.
A pesar de su ubicación en el centro del Polo Norte y del largo período de oscuridad que esto conlleva, esta no es la parte más fría del Ártico. En invierno, el calor transferido desde el agua a −2 °C (28,4 °F) a través de grietas en el hielo y áreas de agua abierta ayuda a moderar un poco el clima, manteniendo las temperaturas medias invernales en torno a los −30 a −35 grados Celsius (−22 a −31 °F). Las temperaturas mínimas en esta región en invierno rondan los −50 °C (−58 °F).
En verano, el hielo marino impide que la superficie supere el punto de congelación. El hielo marino está compuesto principalmente de agua dulce, ya que la sal es rechazada por el hielo a medida que se forma, por lo que el hielo derretido tiene una temperatura de 0 °C (32,0 °F), y cualquier energía adicional del sol se destina a derretir más hielo, no a calentar la superficie. Las temperaturas del aire, a la altura de medición estándar de unos 2 metros sobre la superficie, pueden aumentar algunos grados por encima del punto de congelación entre finales de mayo y septiembre, aunque tienden a estar dentro de un grado de congelación, con muy poca variabilidad durante el pico de la temporada de deshielo.
En la figura anterior que muestra las climatologías de las estaciones, el gráfico inferior izquierdo, para el PN 7-8, es representativo de las condiciones sobre la cuenca del Ártico. Este gráfico muestra datos de las estaciones de deriva soviéticas del Polo Norte, números 7 y 8. Muestra que la temperatura promedio en los meses más fríos está en los -30 grados, y la temperatura aumenta rápidamente de abril a mayo; julio es el mes más cálido, y el estrechamiento de las líneas de temperatura máxima y mínima muestra que la temperatura no varía mucho desde el punto de congelación en pleno verano; desde agosto hasta diciembre la temperatura cae de manera constante. El pequeño rango de temperatura diaria (la longitud de las barras verticales) resulta del hecho de que la elevación del sol sobre el horizonte no cambia mucho o nada en esta región durante un día.
Gran parte de la variabilidad invernal en esta región se debe a las nubes. Como no hay luz solar, la radiación térmica emitida por la atmósfera es una de las principales fuentes de energía de esta región en invierno. Un cielo nublado puede emitir mucha más energía hacia la superficie que un cielo despejado, por lo que cuando está nublado en invierno, esta región tiende a ser cálida, y cuando está despejado, esta región se enfría rápidamente.

### Archipiélago canadiense
En invierno, el archipiélago canadiense experimenta temperaturas similares a las de la cuenca ártica, pero en los meses de verano, de junio a agosto, la presencia de tanta tierra en esta región permite que se caliente más que la cuenca ártica cubierta de hielo. En la figura de climatología de la estación anterior, el gráfico de Resolute es típico de esta región. La presencia de las islas, la mayoría de las cuales pierden su cubierta de nieve en verano, permite que las temperaturas de verano aumenten muy por encima del punto de congelación. La temperatura máxima promedio en verano se acerca a los 10 °C (50,0 °F), y la temperatura mínima promedio en julio está por encima del punto de congelación, aunque se observan temperaturas por debajo del punto de congelación todos los meses del año.
Los estrechos entre estas islas suelen permanecer cubiertos de hielo marino durante todo el verano. Este hielo mantiene la temperatura de la superficie en el punto de congelación, al igual que ocurre en la cuenca ártica, por lo que una ubicación en un estrecho probablemente tendría un clima de verano más parecido al de la cuenca ártica, pero con temperaturas máximas más altas debido a los vientos provenientes de las cálidas islas cercanas

### Groenlandia

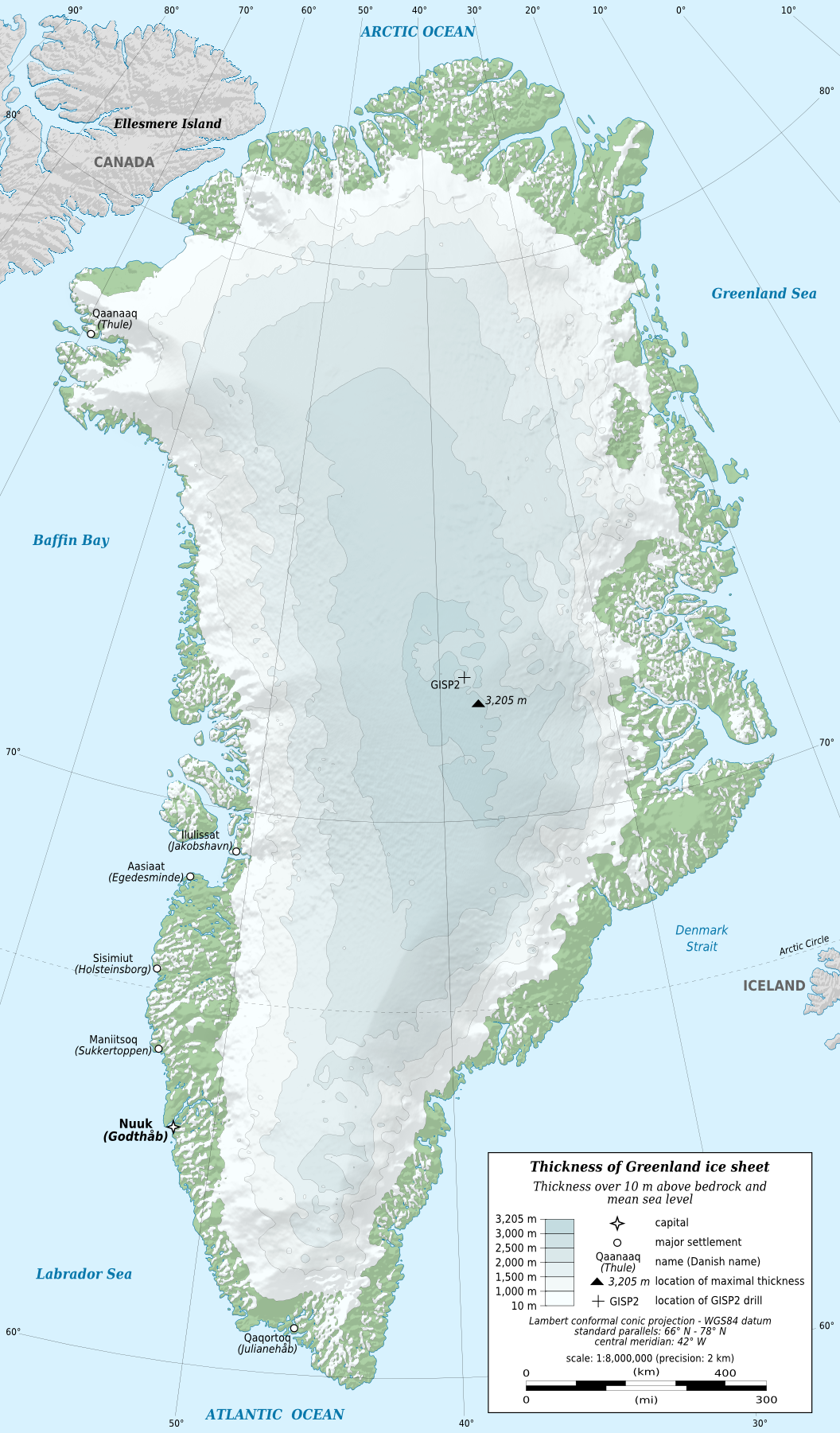
Espesor de la capa de hielo de Groenlandia. Nótese que gran parte del área en verde tiene una cubierta de nieve permanente, con un espesor de apenas menos de 10 m.

Desde el punto de vista climático, Groenlandia se divide en dos regiones muy diferenciadas: la región costera, gran parte de la cual está libre de hielo, y la capa de hielo interior . La capa de hielo de Groenlandia cubre aproximadamente el 80% de Groenlandia, extendiéndose hasta la costa en algunos lugares, y tiene una elevación media de 2100 m (2296,6 yd) y una elevación máxima de 3200 m (3499,6 yd). Gran parte de la capa de hielo permanece por debajo del punto de congelación durante todo el año, y tiene el clima más frío de cualquier parte del Ártico. Las áreas costeras pueden verse afectadas por el agua abierta cercana, o por la transferencia de calor a través del hielo marino desde el océano, y muchas partes pierden su cubierta de nieve en verano, lo que les permite absorber más radiación solar y calentarse más que el interior.
Las regiones costeras de la mitad norte de Groenlandia experimentan temperaturas invernales similares o ligeramente más cálidas que las del archipiélago canadiense, con temperaturas medias en enero de −30 a −25 grados Celsius (−22 a −13 °F). Estas regiones son ligeramente más cálidas que el archipiélago debido a su mayor proximidad a zonas de fina capa de hielo marino del primer año o al océano abierto en la bahía de Baffin y el mar de Groenlandia.
Las regiones costeras de la parte sur de la isla están más influenciadas por las aguas oceánicas abiertas y por el paso frecuente de ciclones , lo que contribuye a que las temperaturas no sean tan bajas como en el norte. Como resultado de estas influencias, la temperatura media en estas zonas en enero es considerablemente más alta, entre −20 a −4 °C (−4,0 a 24,8 °F).
La capa de hielo interior escapa a gran parte de la influencia de la transferencia de calor del océano o de los ciclones, y su gran altitud también actúa para darle un clima más frío, ya que las temperaturas tienden a disminuir con la altitud. El resultado son temperaturas invernales que son más bajas que en cualquier otro lugar del Ártico, con temperaturas medias en enero de −45 a −30 grados Celsius (−49 a −22 °F), según la ubicación y el conjunto de datos que se observe. Las temperaturas mínimas en invierno en las partes más altas de la capa de hielo pueden caer por debajo de los −60 °C (−76 °F) (CIA, 1978). En la figura de climatología de la estación anterior, el gráfico de Centrale es representativo de la capa de hielo alta de Groenlandia.
En verano, las regiones costeras de Groenlandia experimentan temperaturas similares a las de las islas del archipiélago canadiense, con un promedio de solo unos pocos grados por encima del punto de congelación en julio, con temperaturas ligeramente más altas en el sur y el oeste que en el norte y el este. La capa de hielo interior permanece cubierta de nieve durante todo el verano, aunque partes significativas experimentan algo de deshielo. Esta capa de nieve, combinada con la elevación de la capa de hielo, ayuda a mantener las temperaturas más bajas aquí, con promedios de julio entre −12 y 0 grados Celsius (10,4 y 32,0 °F). A lo largo de la costa, las temperaturas no varían demasiado por la influencia moderadora del agua cercana o el hielo marino derretido. En el interior, las temperaturas no suben mucho por encima del punto de congelación debido a la superficie cubierta de nieve, pero pueden bajar a −30 °C (−22 °F) incluso en julio. Las temperaturas superiores a 20 °C (68,0 °F) son raras, pero a veces ocurren en las áreas costeras del extremo sur y suroeste.

### Mares sin hielo
La mayoría de los mares del Ártico están cubiertos de hielo durante parte del año (véase el mapa en la sección de hielo marino a continuación); "libre de hielo" aquí se refiere a aquellos que no están cubiertos durante todo el año.
Las únicas regiones que permanecen libres de hielo durante todo el año son la parte sur del mar de Barents y la mayor parte del mar de Noruega. Estas tienen variaciones anuales de temperatura muy pequeñas; las temperaturas medias invernales se mantienen cerca o por encima del punto de congelación del agua del mar (−2 °C (28,4 °F)) ya que el océano no congelado no puede tener una temperatura inferior a esa, y las temperaturas de verano en las partes de estas regiones que se consideran parte del Ártico promedian menos de 10 °C (50,0 °F). Durante el período de 46 años en que se mantuvieron registros meteorológicos en la isla Shemya , en el sur del mar de Bering, la temperatura media del mes más frío (febrero) fue de −0,6 °C (30,9 °F) y la del mes más cálido (agosto) fue de 9,7 °C (49,5 °F); las temperaturas nunca bajaron de -−17 °C (1,4 °F) ni subieron por encima de 9,7 °C (49,5 °F); Centro Climático Regional Occidental)
El resto de los mares tienen una cubierta de hielo durante parte del invierno y la primavera, pero pierden ese hielo durante el verano. Estas regiones tienen temperaturas de verano de entre 0 y 8 grados Celsius (32,0 y 46,4 °F). La cubierta de hielo invernal permite que las temperaturas bajen mucho más en estas regiones que en las regiones que están libres de hielo todo el año. En la mayoría de los mares que están cubiertos de hielo estacionalmente, las temperaturas invernales promedian entre −30 y −15 grados Celsius (−22 y 5 °F). Las áreas cercanas al borde del hielo marino permanecerán algo más cálidas debido a la influencia moderadora de las aguas abiertas cercanas. En la figura de climatología de la estación anterior, los gráficos de Point Barrow, Tiksi, Murmansk e Isfjord son típicos de áreas terrestres adyacentes a mares que están cubiertos de hielo estacionalmente. La presencia de la tierra permite que las temperaturas alcancen valores ligeramente más extremos que los de los propios mares.
Un Ártico prácticamente libre de hielo podría ser una realidad en el mes de septiembre, en cualquier momento entre 2050 y 2100.

## Precipitación
En la mayor parte del Ártico, las precipitaciones se dan únicamente en forma de lluvia y nieve. En la mayoría de las zonas, la nieve es la forma dominante o única de precipitación en invierno, mientras que en verano llueve y nieva (Serreze y Barry, 2005). La principal excepción a esta descripción general es la parte alta de la capa de hielo de Groenlandia, que recibe todas sus precipitaciones en forma de nieve en todas las estaciones.
Es más difícil compilar climatologías precisas de la cantidad de precipitación para el Ártico que climatologías de otras variables como la temperatura y la presión. Todas las variables se miden en relativamente pocas estaciones en el Ártico, pero las observaciones de precipitación son más inciertas debido a la dificultad de capturar en un pluviómetro toda la nieve que cae. Por lo general, los vientos impiden que una parte de la nieve que cae entre en los pluviómetros, lo que provoca que se registren cantidades de precipitación inferiores a las reales en regiones que reciben una gran fracción de su precipitación en forma de nevadas. Se realizan correcciones a los datos para tener en cuenta esta precipitación no capturada, pero no son perfectas e introducen algún error en las climatologías (Serreze y Barry 2005).
Las observaciones disponibles muestran que las cantidades de precipitación varían en un factor de aproximadamente 10 en todo el Ártico, con algunas partes de la cuenca ártica y el archipiélago canadiense recibiendo menos de 150 mm (5,9 plg) de precipitación anualmente, y partes del sureste de Groenlandia recibiendo más de 1200 mm (47 pulgadas) anualmente. La mayoría de las regiones reciben menos de {{convert|500|mm|in|abbr=on} anualmente. A modo de comparación, la precipitación anual promedio en todo el planeta es de aproximadamente 1000 mm (39,4 plg)). A menos que se indique lo contrario, todas las cantidades de precipitación dadas en este artículo son cantidades equivalentes a líquido, lo que significa que la precipitación congelada se derrite antes de ser medida.

### Cuenca del Ártico
La cuenca ártica es una de las zonas más secas del Ártico. La mayor parte de la cuenca recibe menos de 250 mm (9,8 pulgadas) de precipitación al año, lo que la califica como un desierto. Las regiones más pequeñas de la cuenca ártica, justo al norte de Svalbard y la península de Taymyr, reciben hasta unos 400 mm (15,7 plg) anuales.
Las precipitaciones mensuales totales en la mayor parte de la cuenca del Ártico promedian alrededor de 15 mm (0,6 plg) de noviembre a mayo, y aumentan de 20 a 30 mm (0,8 a 1,2 plg) en julio, agosto y septiembre. Los inviernos secos son resultado de la baja frecuencia de ciclones en la región durante ese tiempo, y la distancia de la región de aguas abiertas cálidas que podrían proporcionar una fuente de humedad (Serreze y Barry 2005). A pesar de los bajos totales de precipitación en invierno, la frecuencia de precipitación es mayor en enero, cuando el 25% al 35% de las observaciones informaron precipitación, que en julio, cuando el 20% al 25% de las observaciones informaron precipitación (Serreze y Barry 2005). Gran parte de la precipitación reportada en invierno es muy ligera, posiblemente polvo de diamante. El número de días con precipitación medible (más de −0,1 mm (−0,0 plg) en un día) es ligeramente mayor en julio que en enero (URSS 1985). De las observaciones de enero que indican precipitaciones, entre el 95% y el 99% indican que fueron heladas. En julio, entre el 40% y el 60% de las observaciones que indican precipitaciones indican que fueron heladas (Serreze y Barry 2005).
Las partes de la cuenca situadas justo al norte de Svalbard y la península de Taymyr son excepciones a la descripción general que se acaba de dar. Estas regiones reciben muchos ciclones debilitados de la trayectoria de tormentas del Atlántico Norte , que es más activa en invierno. Como resultado, las cantidades de precipitación en estas partes de la cuenca son mayores en invierno que las indicadas anteriormente. El aire cálido transportado a estas regiones también significa que la precipitación líquida es más común que en el resto de la cuenca ártica tanto en invierno como en verano.

### Archipiélago Canadiense
Las precipitaciones anuales totales en el archipiélago canadiense aumentan drásticamente de norte a sur. Las islas del norte reciben cantidades similares, con un ciclo anual similar, a las de la cuenca ártica central. En la isla de Baffin y las islas más pequeñas que la rodean, las precipitaciones totales anuales aumentan de poco más de 200 mm (7,9 plg) en el norte a unos 500 mm (19,7 plg) en el sur, donde los ciclones del Atlántico Norte son más frecuentes.

### Groenlandia
Las cantidades de precipitación anual que se indican a continuación para Groenlandia proceden de la Figura 6.5 de Serreze y Barry (2005). Debido a la escasez de registros meteorológicos a largo plazo en Groenlandia, especialmente en el interior, esta climatología de precipitación se desarrolló analizando las capas anuales de nieve para determinar la acumulación anual de nieve (en equivalente líquido) y se modificó en la costa con un modelo para tener en cuenta los efectos del terreno en las cantidades de precipitación.
El tercio sur de Groenlandia se adentra en la trayectoria de las tormentas del Atlántico Norte, una región frecuentemente influenciada por ciclones. Estos ciclones frecuentes dan lugar a totales de precipitación anual mayores que en la mayor parte del Ártico. Esto es especialmente cierto cerca de la costa, donde el terreno se eleva desde el nivel del mar hasta más de 2500 m (8202,1 pies), lo que aumenta la precipitación debido al ascenso orográfico . El resultado son totales de precipitación anual de 400 mm (15,7 plg) en el interior sur hasta más de 1200 mm (47,2 plg) cerca de las costas sur y sureste. Algunas ubicaciones cerca de estas costas donde el terreno es particularmente propicio para provocar un ascenso orográfico reciben hasta 2200 mm (86,6 plg) de precipitación por año. Caen más precipitaciones en invierno, cuando la trayectoria de las tormentas es más activa, que en verano.
La costa occidental del tercio central de Groenlandia también se ve afectada por algunos ciclones y por la elevación orográfica, y los totales de precipitaciones sobre la pendiente de la capa de hielo cerca de esta costa alcanzan los 600 mm (23,6 plg) por año. La costa oriental del tercio central de la isla recibe entre 200 y 600 mm (7,9 y 23,6 plg) de precipitación por año, con cantidades crecientes de norte a sur. Las precipitaciones sobre la costa norte son similares a las de la cuenca ártica central.
El interior de la capa de hielo del centro y norte de Groenlandia es la parte más seca del Ártico. Los totales anuales aquí varían de menos de 100 a 200 mm (3,9 a 7,9 plg). Esta región está continuamente bajo cero, por lo que todas las precipitaciones caen en forma de nieve, con más en verano que en invierno (URSS 1985).

### Mares sin hielo
Los mares de Chukchi, Láptev y Kara y la bahía de Baffin reciben algo más de precipitaciones que la cuenca del Ártico, con totales anuales de entre 200 y 400 mm (7,9 y 15,7 plg); los ciclos anuales en los mares de Chukchi y Láptev y la bahía de Baffin son similares a los de la cuenca del Ártico, con más precipitaciones en verano que en invierno, mientras que el mar de Kara tiene un ciclo anual más pequeño debido a la mayor precipitación invernal causada por los ciclones de la trayectoria de las tormentas del Atlántico Norte.
Los mares de Labrador, Noruega, Groenlandia y Barents, así como los estrechos de Dinamarca y Davis, están fuertemente influenciados por los ciclones de la trayectoria de tormentas del Atlántico Norte, que es más activa en invierno. Como resultado, estas regiones reciben más precipitaciones en invierno que en verano. Los totales de precipitación anual aumentan rápidamente de unos 400 mm (15,7 plg) en el norte a unos 1400 mm (55,1 plg) en la parte sur de la región. Las precipitaciones son frecuentes en invierno, con totales mensurables que caen en un promedio de 20 días cada enero en el mar de Noruega (URSS 1985). El mar de Bering está influenciado por la trayectoria de tormentas del Pacífico Norte, y tiene totales de precipitación anual de entre 400 y 800 mm (15,7 y 31,5 plg), también con un máximo invernal.

## Hielo marino
El hielo marino es agua de mar congelada que flota en la superficie del océano. Es el tipo de superficie dominante durante todo el año en la cuenca del Ártico y cubre gran parte de la superficie del océano en el Ártico en algún momento durante el año. El hielo puede ser hielo desnudo o puede estar cubierto por nieve o estanques de agua derretida, según la ubicación y la época del año. El hielo marino es relativamente delgado, generalmente menos de unos 4 m (13,1 pies), con crestas más gruesas (NSIDC). Las cámaras web del Polo Norte de la NOAA han estado rastreando las del hielo marino de verano del Ártico a través del deshielo de primavera, los estanques de deshielo de verano y el congelamiento de otoño desde que se instaló la primera cámara web en 2002 hasta la actualidad.
El hielo marino es importante para el clima y el océano de diversas maneras. Reduce la transferencia de calor del océano a la atmósfera; hace que se absorba menos energía solar en la superficie y proporciona una superficie en la que se puede acumular nieve, lo que reduce aún más la absorción de energía solar; dado que la sal es expulsada del hielo a medida que se forma, el hielo aumenta la salinidad del agua superficial del océano donde se forma y disminuye la salinidad donde se derrite, lo que puede afectar la circulación del océano.
El mapa muestra las áreas cubiertas por el hielo marino cuando está en su extensión máxima (marzo) y en su extensión mínima (septiembre). Este mapa se realizó en la década de 1970, y la extensión del hielo marino ha disminuido desde entonces, pero aun así brinda una visión general razonable. En su extensión máxima, en marzo, el hielo marino cubre aproximadamente 15 millones de kilómetros cuadrados (5,8 millones de millas cuadradas) del hemisferio norte, casi tanta área como el país más grande, Rusia.
Los vientos y las corrientes oceánicas hacen que el hielo marino se mueva. El patrón típico de movimiento del hielo se muestra en el mapa de la derecha. En promedio, estos movimientos llevan el hielo marino desde el lado ruso del océano Ártico hasta el océano Atlántico a través del área al este de Groenlandia, mientras que hacen que el hielo del lado norteamericano gire en el sentido de las agujas del reloj, a veces durante muchos años.

## Viento
La velocidad del viento en la cuenca ártica y el archipiélago occidental canadiense oscila en promedio entre 4 y 6 metros por segundo (14 a 23 km/h (8,7 a 14,3 mph) en todas las estaciones. Los vientos más fuertes se producen durante las tormentas, que a menudo provocan condiciones de ventisca , pero rara vez superan los 25 m/s (90 km/h (55,9 mph) en estas áreas.
Durante todas las estaciones, los vientos más fuertes se registran en los mares del Atlántico Norte, la bahía de Baffin y los mares de Bering y Chukchi, donde la actividad ciclónica es más común. En el lado del Atlántico, los vientos son más fuertes en invierno, con un promedio de 7 a 12 m/s (25 a 43 km/h (15,5 a 26,7 mph), y más débiles en verano, con un promedio de 5 a 7 m/s (18 a 25 km/h (11,2 a 15,5 mph). En el lado del Pacífico, el promedio es de 6 a 9 m/s (22 a 32 km/h (13,7 a 19,9 mph) durante todo el año. Las velocidades máximas del viento en la región del Atlántico pueden acercarse a los 50 m/s (180 km/h (111,8 mph) en invierno.

## Cambios en el clima

### Climas pasados
Al igual que en el resto del planeta, el clima del Ártico ha cambiado a lo largo del tiempo. Se cree que hace unos 55 millones de años algunas partes del Ártico albergaban ecosistemas subtropicales y que las temperaturas superficiales del mar del Ártico aumentaron hasta unos 23 °C (73,4 °F) durante el Máximo Térmico del Paleoceno-Eoceno. En el pasado más reciente, el planeta ha experimentado una serie de eras glaciales y períodos interglaciares durante los últimos 2 millones de años, y la última era glacial alcanzó su máxima extensión hace unos 18 000 años y finalizó hace unos 10 000 años. Durante estas eras glaciales, grandes áreas del norte de América del Norte y Eurasia estaban cubiertas por capas de hielo similares a la que se encuentra hoy en Groenlandia; las condiciones climáticas del Ártico se habrían extendido mucho más al sur, y las condiciones en la región ártica actual probablemente eran más frías. Los indicadores de temperatura sugieren que durante los últimos 8000 años el clima ha sido estable, con variaciones de temperatura promedio global de menos de aproximadamente 1 °C (33,8 °F).

### Calentamiento global
Hay varias razones para esperar que los cambios climáticos, cualquiera que sea su causa, puedan ser más intensos en el Ártico que en las latitudes medias y los trópicos. En primer lugar, está la retroalimentación entre el albedo y el hielo, por la cual un calentamiento inicial hace que la nieve y el hielo se derritan, dejando expuestas superficies más oscuras que absorben más luz solar, lo que conduce a un mayor calentamiento. En segundo lugar, como el aire más frío contiene menos vapor de agua que el aire más cálido, en el Ártico, una mayor fracción de cualquier aumento de la radiación absorbida por la superficie va directamente al calentamiento de la atmósfera, mientras que en los trópicos, una mayor fracción va a la evaporación. En tercer lugar, como la estructura de temperatura del Ártico inhibe los movimientos verticales del aire, la profundidad de la capa atmosférica que tiene que calentarse para provocar el calentamiento del aire cercano a la superficie es mucho menor en el Ártico que en los trópicos. En cuarto lugar, una reducción en la extensión del hielo marino hará que se transfiera más energía del océano cálido a la atmósfera, lo que aumentará el calentamiento. Por último, los cambios en los patrones de circulación atmosférica y oceánica causados por un cambio de temperatura global pueden hacer que se transfiera más calor al Ártico, lo que aumentará el calentamiento del Ártico.
Según el Grupo Intergubernamental de Expertos sobre el Cambio Climático (IPCC), "el calentamiento del sistema climático es inequívoco", y la temperatura media global ha aumentado entre 0,6 a 0,9 °C (33,1 a 33,6 °F) durante el último siglo. Este informe también afirma que "la mayor parte del aumento observado en las temperaturas medias globales desde mediados del siglo XX es muy probable [más del 90% de probabilidad] debido al aumento observado en las concentraciones antropogénicas de gases de efecto invernadero". El IPCC también indica que, durante los últimos 100 años, la temperatura media anual en el Ártico ha aumentado casi el doble que la temperatura media global. En 2009, la NASA informó que el 45 por ciento o más del calentamiento observado en el Ártico desde 1976 probablemente era resultado de cambios en las diminutas partículas en suspensión en el aire llamadas aerosoles .
Los modelos climáticos predicen que el aumento de temperatura en el Ártico durante el próximo siglo seguirá siendo aproximadamente el doble del aumento de la temperatura media mundial. Para finales del siglo XXI, se prevé que la temperatura media anual en el Ártico aumente entre 2,8 a 7,8 °C (37,0 a 46,0 °F), con un mayor calentamiento en invierno (4,3 a 11,4 °C (39,7 a 52,5 °F) que en verano. Se espera que la disminución de la extensión y el espesor del hielo marino continúe durante el próximo siglo, y algunos modelos predicen que el océano Ártico estará libre de hielo marino a finales del verano, hacia mediados o finales del siglo. Decreases in sea-ice extent and thickness are expected to continue over the next century, with some models predicting the Arctic Ocean will be free of sea ice in late summer by the mid to late part of the century.
Un estudio publicado en la revista Science en septiembre de 2009 determinó que las temperaturas en el Ártico son más altas actualmente que en cualquier otro momento de los 2.000 años anteriores. El equipo, dirigido por Darrell Kaufman de la Northern Arizona University, utilizó muestras de núcleos de hielo, anillos de árboles y sedimentos de lagos de 23 sitios para proporcionar instantáneas del clima cambiante. Los geólogos pudieron rastrear las temperaturas estivales del Ártico desde la época de los romanos estudiando señales naturales en el paisaje. Los resultados destacaron que durante unos 1.900 años las temperaturas cayeron de forma constante, causada por la precesión de la órbita de la Tierra que hizo que el planeta estuviera ligeramente más lejos del Sol durante el verano en el hemisferio norte. Estos cambios orbitales llevaron a un período frío conocido como la pequeña edad de hielo durante los siglos XVII, XVIII y XIX. Sin embargo, durante los últimos 100 años las temperaturas han ido aumentando, a pesar de que los continuos cambios en la órbita de la Tierra habrían provocado un mayor enfriamiento. Los mayores aumentos han ocurrido desde 1950, y cuatro de las cinco décadas más cálidas de los últimos 2000 años ocurrieron entre 1950 y 2000. La última década fue la más cálida registrada, siendo el Ártico la región más afectada al calentarse 3 veces más rápido que el promedio global.